# Nụ hôn thần chết (phim)
Nụ hôn thần chết (tựa tiếng Anh: Kiss of the Death) là bộ phim truyện nhựa Việt Nam thuộc thể loại hài hước - kinh dị - lãng mạn ra mắt khán giả vào dịp Tết Nguyên Đán năm 2008. Bộ phim do Nguyễn Quang Dũng làm đạo diễn với các diễn viên Johnny Trí Nguyễn, Thanh Hằng, Hoài Linh, Thành Lộc, Phương Thanh,... Bộ phim còn có phần tiếp theo mang tên Giải cứu thần chết đã được phát hành vào dịp Tết 2009.

## Nội dung
Hài hước, kinh dị, và tuyệt vời lãng mạn, bộ phim kể về nhiệm vụ khó khăn của Hoàng Tử Thần Chết tên Du khi đi thực hiện Nụ Hôn rút hồn cô nàng tiếp thị rượu xinh đẹp tên An.
Trong 3 ngày, Du phải đặt được nụ hôn rút hồn An, nếu không sẽ phạm phải lời nguyền khủng khiếp nhất với Vua Thần Chết. Nhưng chàng Hoàng Tử Thần Chết ngây thơ đã bị cô An sexy dữ dằn đánh cho tơi bời, bắt giúp cô thoát chết hết lần này đến lần khác. Trong cuộc chạy trốn cái chết, An đã tìm thấy điều mà cô còn quý hơn mạng sống, đó là tình yêu.
Vua Thần Chết và toàn bộ thế lực bóng tối vào cuộc để giết An, cứu đứa con trai út Du thoát khỏi lời nguyền. Một kết thúc bất ngờ và vô cùng lãng mạn đã khiến cả con người lẫn những thế lực của thần chết đều xúc động chứng kiến sức mạnh vĩnh cửu của tình yêu.

## Diễn viên
- Johnny Trí Nguyễn vai Thần chết Du
- Thanh Hằng vai An
- Hoài Linh vai Vua Thần Chết
- NSƯT Thành Lộc vai Cha xứ
- Phương Thanh vai Bà thầy bói
- Hương Giang vai Hoàng hậu Thần Chết
- Tommy Quân Trần vai Thần chết Đan
- Vĩnh Thụy vai Romeo
- Thủy Tiên vai Juliet
- Vũ Ngọc Đãng vai Ăn cướp
- Hiếu Hiền vai Ăn cướp
- Trinh Hoan vai Công an
- Đoàn Minh Tuấn vai Công an
- NSƯT Minh Đức vai Má Phương
- Lê Bình vai Ông hốt rác
- Lê Hóa vai Người đàn bà ở bến xe
- Lê Quốc Nam vai Đạo diễn sân khấu
- Nguyễn Quang Dũng vai Thần chết DJ
- Hoàng Mập vai Hồn ma
- Ngọc Lan vai Bà béo ngoài vũ trường
- Hoàng Lan vai Bà béo trong vũ trường

## Các cuộc thi bên lề
Trước khi phim ra mắt, để thu hút khán giả, các nhà phát hành liên tục tổ chức những cuộc thi bên lề như Thử làm Thần chết, Cảm nhận nụ hôn đầu tiên của bạn và đặc biệt là cuộc thi Thiết kế Poster. Cùng với bộ phim Những cô gái chân dài, đây là bộ phim thứ 2 tại Việt Nam có cuộc thi này. Sau gần 1 tháng, kết quả đã có với những poster đẹp, giá trị. Tuy nhiên các poster không được làm poster chính thức mà poster trên mới chính thức với logo đẹp và hình ảnh tỉ mỉ, hẳn sẽ vượt qua về mặt này so với các phim Tết 2008.

## Sách kịch bản đầu tiên tại Việt Nam
Sách kịch bản Nụ hôn thần chết do Nguyễn Quang Dũng viết đã được xuất bản bởi Công ty Cổ phần Văn hoá Phương Nam, Galaxy Studio và HKFilm hôm 25/1/2008, ngày công chiếu đầu tiên của bộ phim. Cuốn sách là cái nhìn toàn cảnh của bộ phim, đầy đủ chi tiết nhất. Có thể sẽ không gặp trong phim. Đây cũng là cuốn sách kịch bản (được xuất bản) đầu tiên tại Việt Nam với giá khá mềm: 20.000 VND. Với sự thành công của bộ phim, cuốn sách sẽ hứa hẹn thành công vì lý do sách ra mắt vào dịp gần Valentine mà sách lại khá tình cảm.

## Giải thưởng
- Giải Cánh diều 2007:
  - Cánh diều Bạc (hạng 2)[2]
  - Biên kịch xuất sắc: Nguyễn Quang Dũng
  - Họa sĩ xuất sắc: Mã Phi Hải
  - Nữ diễn viên phụ xuất sắc: Phương Thanh[3]
- Giải Mai Vàng lĩnh vực điện ảnh - truyền hình cho nữ diễn viên chính: Thanh Hằng[4]

## Doanh thu
Bộ phim đã thu về 1,5 tỷ sau 3 ngày công chiếu, trung bình 500 triệu cho mỗi ngày. 30.000 lượt khán giả đã đến xem bộ phim, tức khoảng 166 người cho mỗi rạp/ngày. Sau khoảng 1 tháng công chiếu (tính từ ngày 25/1 tới hết Mồng 10 Tết Âm Lịch) thì Nụ hôn thần chết đã thu về hơn 16 tỷ đồng, trở thành phim có doanh thu cao nhất Việt Nam tại thời điểm đó.